# 930 Westphalia
Westphalia (asteroide 930) é um asteroide da cintura principal com um diâmetro de 36,48 quilómetros, a 2,0831529 UA. Possui uma excentricidade de 0,1431546 e um período orbital de 1 384,58 dias (3,79 anos).
Westphalia tem uma velocidade orbital média de 19,10220026 km/s e uma inclinação de 15,3149º.
Esse asteroide foi descoberto em 10 de Março de 1920 por Walter Baade.